# Southern States Fairgrounds
De Southern States Fairgrounds was een racecircuit met een onverhard wegdek gelegen in Charlotte, North Carolina. Het was een ovaal circuit van 0,5 mijl of 800 meter in lengte.
Tussen 1954 en 1961 werd het circuit gebruikt voor wedstrijden uit de NASCAR Grand National Series. Lee Petty won de eerste race in 1954 en is recordhouder met drie overwinningen. Joe Weatherly won de laatste editie.

## Winnaars op het circuit
Winnaars op het circuit uit de Grand National Series.
| Jaar | Winnaar          | Auto       |
| ---- | ---------------- | ---------- |
| 1954 | Lee Petty        | Chrysler   |
| 1954 | Hershel McGriff  | Oldsmobile |
| 1955 | Tim Flock        | Chrysler   |
| 1955 | Jim Paschal      | Oldsmobile |
| 1956 | Speedy Thompson  | Chrysler   |
| 1956 | Ralph Moody      | Ford       |
| 1957 | Fireball Roberts | Ford       |
| 1957 | Marvin Panch     | Ford       |
| 1957 | Lee Petty        | Oldsmobile |
| 1958 | Curtis Turner    | Ford       |
| 1958 | Buck Baker       | Chevrolet  |
| 1959 | Lee Petty        | Oldsmobile |
| 1959 | Jack Smith       | Chevrolet  |
| 1959 | Ned Jarrett      | Ford       |
| 1960 | Jack Smith       | Chevrolet  |
| 1960 | Richard Petty    | Plymouth   |
| 1961 | Joe Weatherly    | Ford       |